# پتم
پتم (به انگلیسی: Petham) یک محله مدنی و روستا در بریتانیا است که در شهر کنتربری واقع شده‌است. پتم ۱۳٫۶۱ کیلومتر مربع مساحت و ۷۰۸ نفر جمعیت دارد.